# Jacques Saly
Jacques François Joseph Saly, dit Jacques Saly, né le 20 juin 1717 à Valenciennes, et mort le 4 mai 1776 à Paris, est un sculpteur et graveur français actif au Danemark, en Italie, et en France.

## Biographie

### Formation
Jacques Saly commence sa formation artistique en 1728 chez les sculpteurs valenciennois Antoine Joseph Pater (1670-1747) et Antoine Gilis (1702-1781). Bien qu'issu d'une famille modeste, ses parents l'envoient à Paris en 1732 pour continuer son apprentissage dans l'atelier de Guillaume Coustou. Étudiant à l'Académie royale de peinture et de sculpture, il remporte plusieurs prix entre 1734 et 1737. En  1738, il obtient le grand prix de sculpture pour David présenté à Sâtil, ce qui lui permet de partir étudier à Rome de 1740 à 1748. 
Il passa la meilleure partie de son temps à l’étranger. Lors de son séjour romain, en 1742, il réalise un buste monumental de Manoel Pinto da Fonseca, grand maître de l'ordre souverain de Malte. En 1744, il sculpte le buste d'une petite fille qui est l'une des œuvres sculptées les plus reproduites du XVIIIe siècle.
Il devient l'un des premiers membres français de l'Accademia dell’Arcadia à Rome en 1744, de l'Académie de Florence et de celle de Bologne en 1748. Durant son séjour, il lie des relations étroites avec le graveur et architecte Giovanni Battista Piranesi. 
Pendant son séjour à Rome en 1746, il grava une suite de trente Vases, très originaux, très élégants de formes qu'il dédia au peintre Jean-François de Troy, alors directeur de l'Académie de France, et accompagnée d'un frontispice (soit ensemble 31 pièces).

### Retour en France

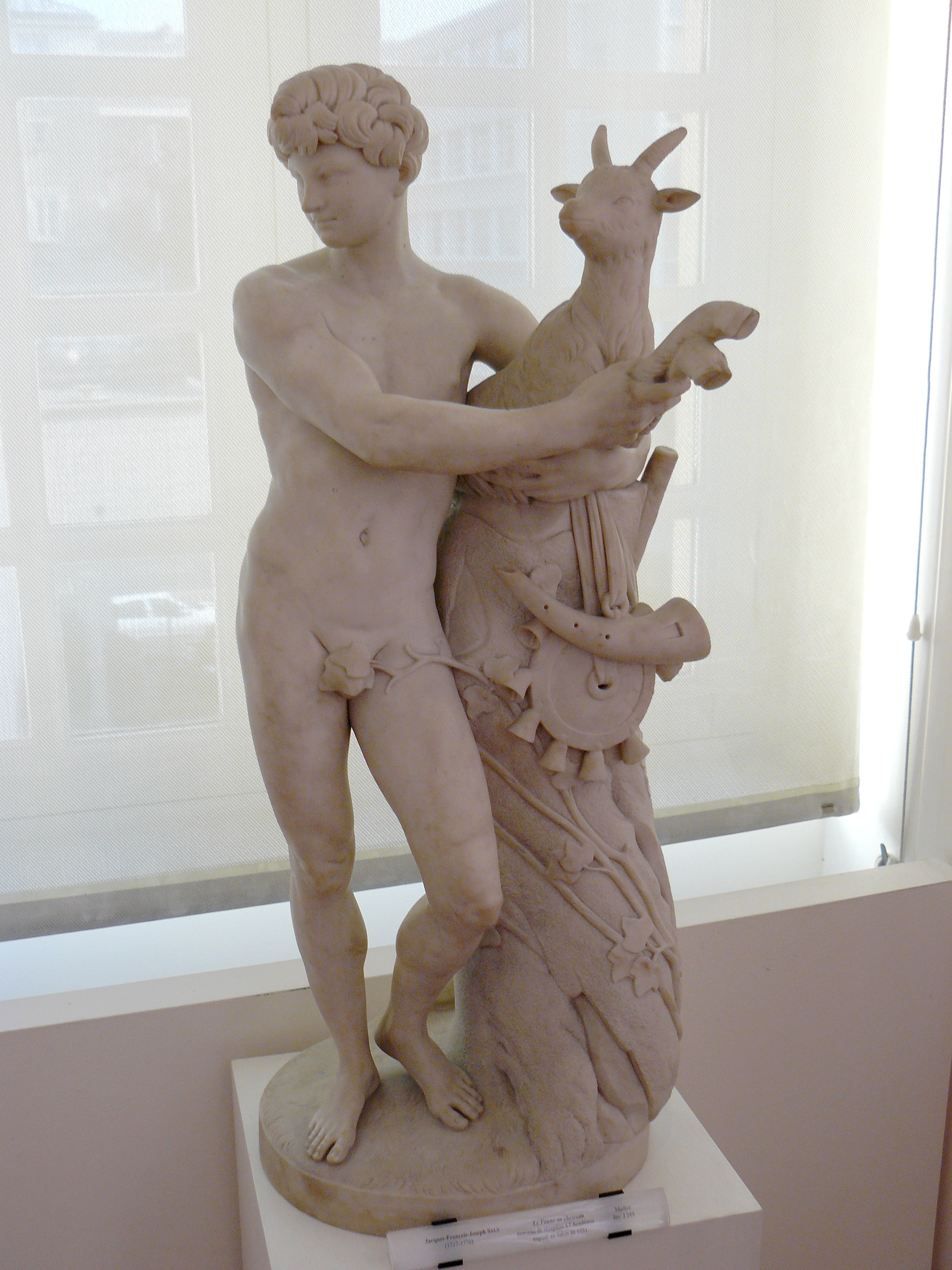
Le Faune au chevreau (1751), marbre, Paris, musée Cognacq-Jay.

Jacques Saly rentre en France en mars 1749 et s'installe à Valenciennes. Il ramène avec lui de nombreuses œuvres réalisées à Rome qui impressionnent les autorités valenciennoises. Celles-ci lui commandent une statue en marbre grandeur nature de Louis XV ; elle est érigée en 1752, mais sera détruite en 1792 pendant la Révolution. Agréé à l’Académie royale, le 27 juin 1750, sur la présentation d’un Faune portant un chevreau, il fut reçu avec la version en marbre de ce modèle comme morceau de réception, le 29 mai 1751. Il devient professeur-adjoint à l'Académie de 1751 à 1753, et expose aux Salons de 1750, 1751 et 1753.
Il confia au graveur Ange Laurent Lalive de Jully deux séries de dessins que ce dernier s'empressa de graver : une série de Vases, ornés de figures décoratives d'un effet original, datés de 1754, et une série de 16 pièces, dont le trait principal réside dans l'exagération de la longueur.

### Séjour à Copenhague
Saly fut le deuxième directeur de l’Académie de peinture, fondée par Frédéric V. Il est nommé à ce poste en 1754 en remplacement de Nicolai Eigtved, après y avoir été embauché comme professeur de sculpture. 
Ses plus importants ouvrages, les statues équestres de Christian IV et de Frédéric V, sont au Danemark. 
Il rentre à Paris en 1774.

## Iconographie
Jacques Saly a été portraituré par Cochin fils et par Louis-Joseph Le Lorrain. Son compatriote Louis Auvray a sculpté son buste en marbre (musée des beaux-arts de Valenciennes). Alexandre Denis Joseph Pujol de Montry a gravé son portrait dans sa Galerie universelle. 

## Élèves
C'était un homme très dévoué envers ses compatriotes valenciennois arrivés fraîchement dans la capitale. C'est ainsi qu'il aide le jeune peintre Olivier Le May, arrivé à Paris en 1754.

## Œuvres dans les collections publiques
Au Danemark
- Copenhague :

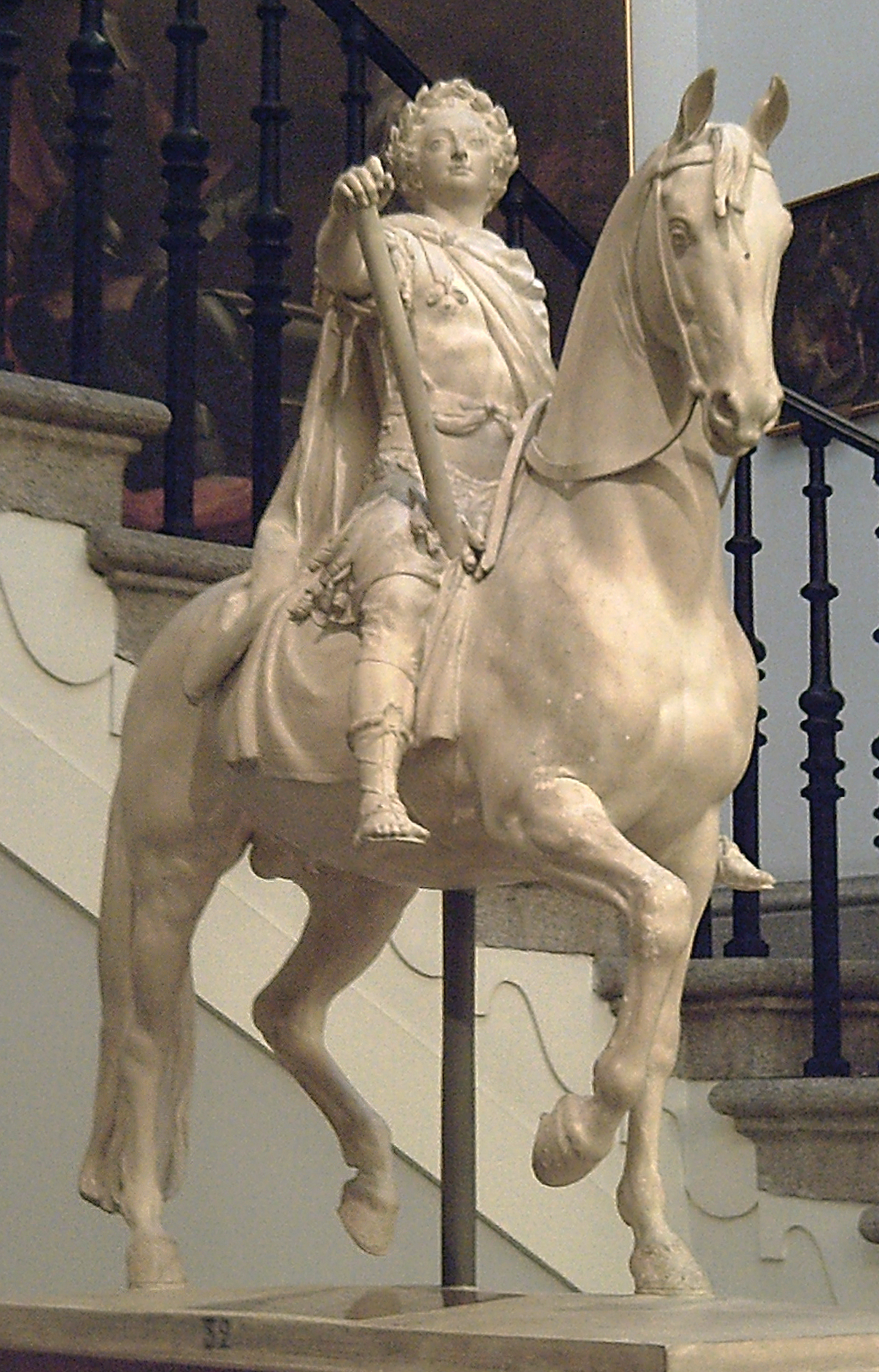
Statue équestre de Frédéric V de Danemark, plâtre, Madrid, Académie royale des beaux-arts de San Fernando.

  - Statue équestre du roi Frédéric V de Danemark, bronze ;
  - Frédéric V, buste en marbre.

En Espagne
- Madrid, Académie royale des beaux-arts de San Fernando : Statue équestre de Frédéric V de Danemark, modèle en plâtre ;

En France
- Paris :
  - musée Cognacq-Jay : Le Faune au chevreau, 1751, marbre ;
  - musée du Louvre :
    - Portrait de fillette aux nattes, dite aussi La Boudeuse, vers 1750, buste en terre cuite[8] ;
    - La Douleur tenant un médaillon à l'effigie de Charles Guy de Valory (mort en 1734), lieutenant général des armées du roi, après 1734, haut-relief en plâtre polychrome, exposé au Salon de 1750, maquette pour le tombeau de Charles de Valori, érigé dans l'église du Quesnoy (détruit en 1794)[9] ;
    - L'Amour essayant une de ses flèches, 1753, marbre, commande de Madame de Pompadour.
- Valenciennes
  - Statue équestre de Louis XV, 1752, détruite pendant la Révolution (septembre 1792) Elle fut gravée par Noel Le Mire d'après un dessin de Martin Marvie pour l'ouvrage de Pierre Patte Monuments érigés en France à la gloire de Louis XV (1765).
  - musée des beaux-arts : 
    -  Alexandrine Le Normant d'Étiolles, fille de Madame de Pompadour, buste en terre cuite ;
    - Diogène cherchant un homme, 1746, bas-relief en marbre[10] ;
    - Jean-Georges Wille, buste en terre cuite ;
    - Antoine Joseph Pater, buste en terre cuite ;
    - Jeune homme nu, statue en terre cuite.